# Nadschlā
Nadschlā (arabisch نجلاء, DMG Naǧlāʾ), auch englisch Najla oder Najlah transkribiert, ist ein arabischer weiblicher Vorname.
Die Bedeutung des Namens wird mit der weiblichen Form نجلاء, DMG naǧlāʾ (zu männlich أنجل, DMG ʾanǧal) „großäugig“, „weit geöffnet[e Augen]“ erklärt. Eine andere mögliche Ableitung ist von نجل, DMG naǧl, naǧala „zeugen“, „Sprössling, Nachkommenschaft“.

## Bekannte Namensträgerinnen
- Najla al-Qasimi (* 1970), Diplomatin aus den Vereinigten Arabischen Emiraten
- Najla Kassab (* 1964), libanesische evangelische Pastorin und Präsidentin der Weltgemeinschaft Reformierter Kirchen
- Najla Riachi (* 1961), libanesische Diplomatin und Politikerin